# Спітакський район
Спітакський район — адміністративно-териттріальна одиниця у складі Вірменської РСР та Вірменії, що існувала з 1937 до 1995 року. Центр — місто Спітак.

## Історія
Спітакський район було утворено 1937 року.
1953 року район було ліквідовано, проте у другій половині 1950-их відновлено. Ліквідовано остаточно 1995 року під час переходу Вірменії на новий адміністративно-територіальний поділ.

## Географія
Станом на 1 січня 1948 року площа території району становила 549 км².

## Адміністративний поділ
Район включав 19 сільрад: Амамлинську, Артагюхську, Гогаранську, Гюлліджинську, Джрашенську, Катнаджурську, Курсалінську, Лернаванську, Лусахпюрську, Мец-Парнінську, Налбандську, Саралську, Сараландзьку, Сарамецьку, Спітакську, Тапаїлінську, Хікоянську, Цахкашенську, Чігдамалську.